# Cantone di Landivy
Il Cantone di Landivy era una divisione amministrativa dell'arrondissement di Mayenne.
È stato soppresso a seguito della riforma complessiva dei cantoni del 2014, che è entrata in vigore con le elezioni dipartimentali del 2015.
Comprendeva i comuni di:
- Désertines
- La Dorée
- Fougerolles-du-Plessis
- Landivy
- Montaudin
- Pontmain
- Saint-Berthevin-la-Tannière
- Saint-Ellier-du-Maine
- Saint-Mars-sur-la-Futaie